# NGC 953

NGC 953

NGC 953 (يعرف أيضا PGC 9586, UGC 1991, MCG 5-7-1, GWT GWT 504 104 أو 505.1) هي مجرة إهليلجية تقع في كوكبة المثلث (كوكبة). ويبلغ حجمها الظاهري 14.5. اكتشفها عالم الفلك الألماني هاينريش لويس داريست في 26 سبتمبر 1865.

## وصلات خارجية
- NGC 953 على موقع ويكي سكاي: DSS2, SDSS, GALEX, IRAS, Hydrogen α, X-Ray, Astrophoto, Sky Map, Articles and images